# Oropimente
El oropimente es un mineral  del grupo II (sulfuros) según la clasificación de  Strunz. Es un trisulfuro de arsénico (As2S3), es un mineral monoclínico compuesto por arsénico y azufre. Tiene una dureza Mohs de 1,5 a 2 y peso específico de 3,46. Funde entre 300 y 325 °C. Desde el punto de vista óptico es biaxial con índice de refracción a=2,4 , b=2,81, g=3,02. 
De coloración anaranjada amarillenta, se encuentra en todo el mundo, y se forma por sublimación en las fumarolas volcánicas, en fuentes hidrotermales templadas, por cambios bruscos de temperatura y como subproducto de la descomposición de otros minerales arsenicales como el rejalgar (As2S2) por acción de la luz solar.
Contiene 60.91 % de Arsénico, 39.09 % de Azufre e impurezas de Mercurio y Germanio. 

## Etimología
El término oropimente proviene del latín auripigmentum (pigmento áureo o dorado) a causa de su color amarillo profundo.
Se lo conoce también como "amarillo real" , amarillo chino, u "oropimente amarillo".
En castellano antiguo recibía el nombre de azarnefe.

## Aplicaciones históricas
El oropimente fue un importante elemento de intercambio comercial durante el Imperio romano y tuvo usos medicinales en China, a pesar de su alta toxicidad. Se lo utilizó como veneno volátil y en pócimas venenosas. A causa de su llamativo color, llegó a ser favorito de los alquimistas tanto en China como en occidente en su búsqueda para obtener oro. 
Durante siglos se lo explotó y procesó como pigmento para pintura, y en tal aplicación fue uno de los muy escasos amarillos brillantes y claros disponibles hasta bien entrado el siglo XIX, a pesar de los problemas derivados de su toxicidad extrema y su incompatibilidad con otros pigmentos basados en plomo y cobre, como el cardenillo y la azurita. 
El uso como pigmento cesó con el descubrimiento del amarillo de cadmio y otros colorantes en el siglo XIX.

## Aplicaciones contemporáneas
El oropimente se utiliza en la fabricación de cristal permeable a la radiación infrarroja, telas especiales, y linóleo. Como pigmento tiene aplicaciones en semiconductores y fotoconductores y en la fabricación de fuegos de artificio. 
En las zonas rurales de la India se utiliza todavía como depilatorio, mezclado con dos partes de cal hidratada. Se lo utiliza así mismo en las curtiembres para depilar los cueros, y para fabricación de venenos.

## Cristalografía
El oropimente cristaliza en el sistema monoclínico con formas casi rómbicas, con crucero fácil paralelo al tercer pinacoide. Generalmente se presenta en masas laminares o bacilares, de color amarillo, con tonalidades anaranjadas y en algunos casos verdosas por impurezas. Tiene lustre resinoso, y nacarado en el crucero.

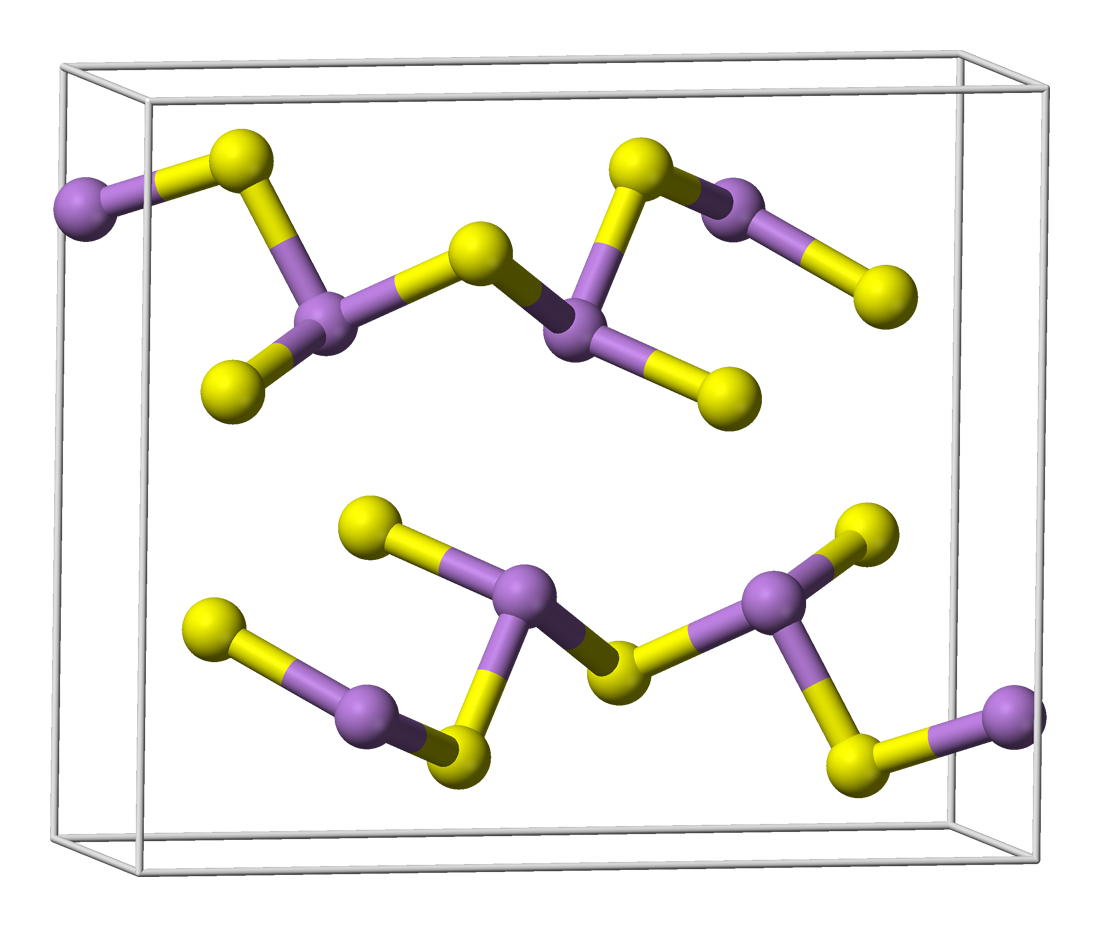
Celda unitaria
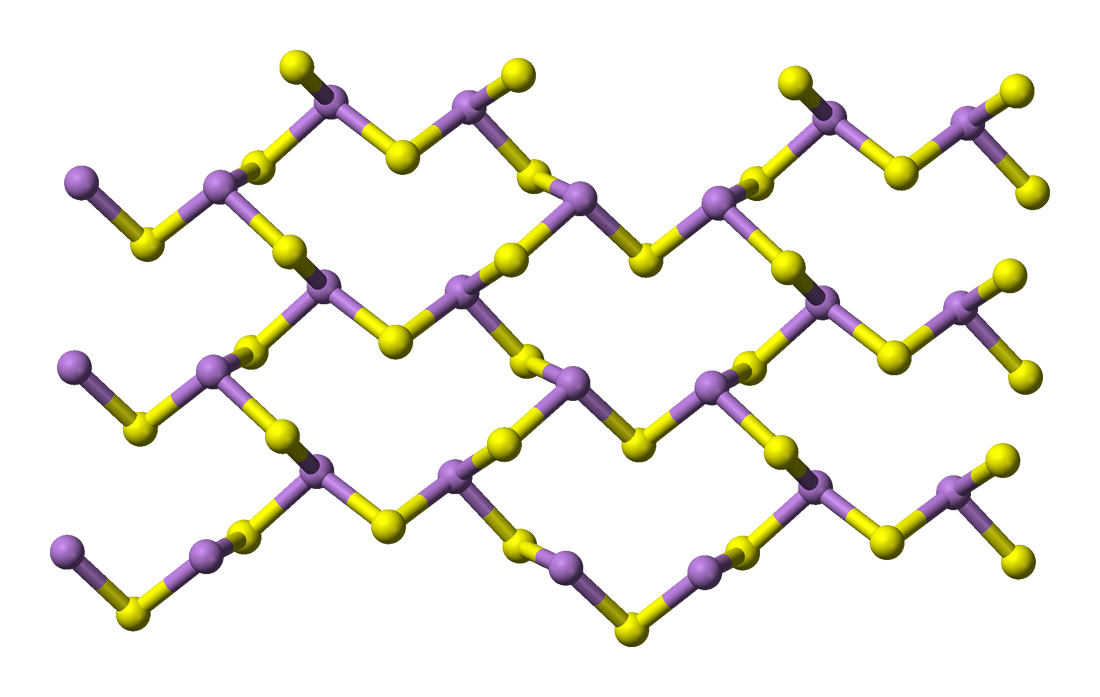
Estructura laminar
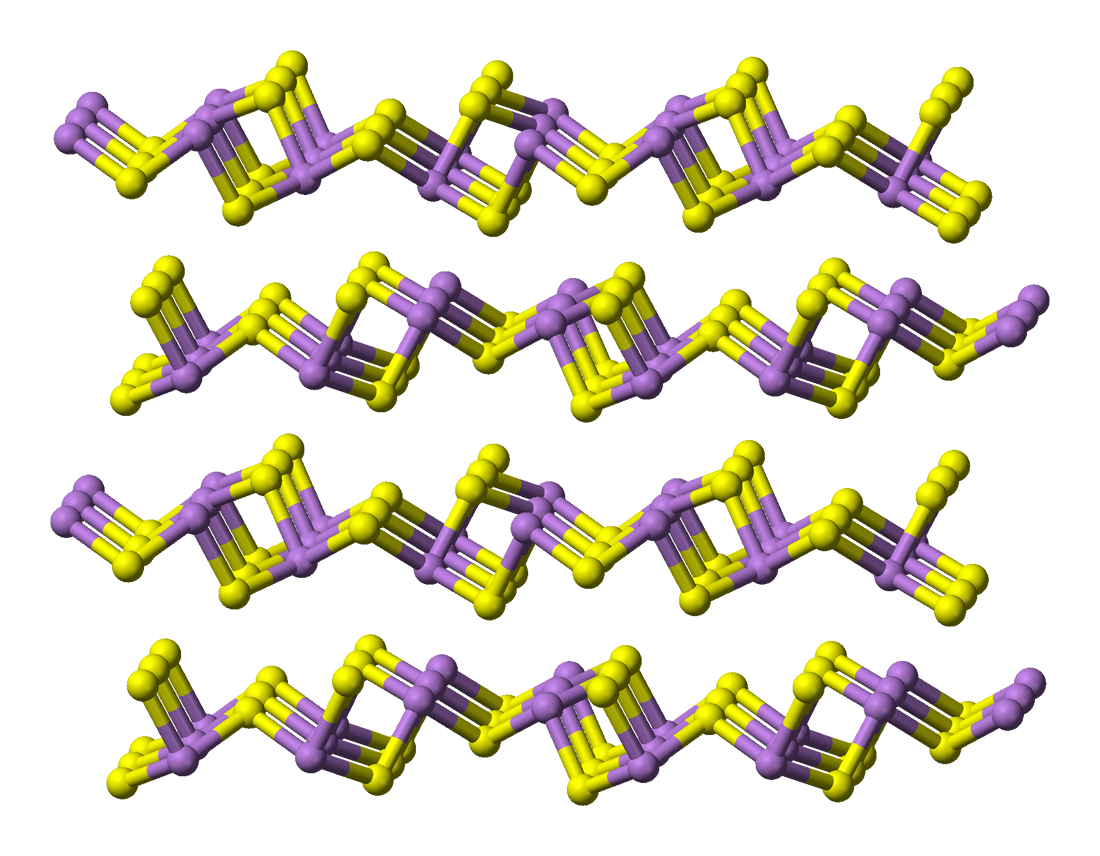
Láminas apiladas en capas

## Principales yacimientos
El oropimente es abundante en regiones del Kurdistán y en las cercanías de Tajova, en Hungría. Otros yacimientos importantes se ubican en el Cáucaso, Allchar (Macedonia), Utah (EE. UU.), Huancavelica (Perú), Siberia (Rusia), Harz (Alemania), etc.